# 洗衣膠囊

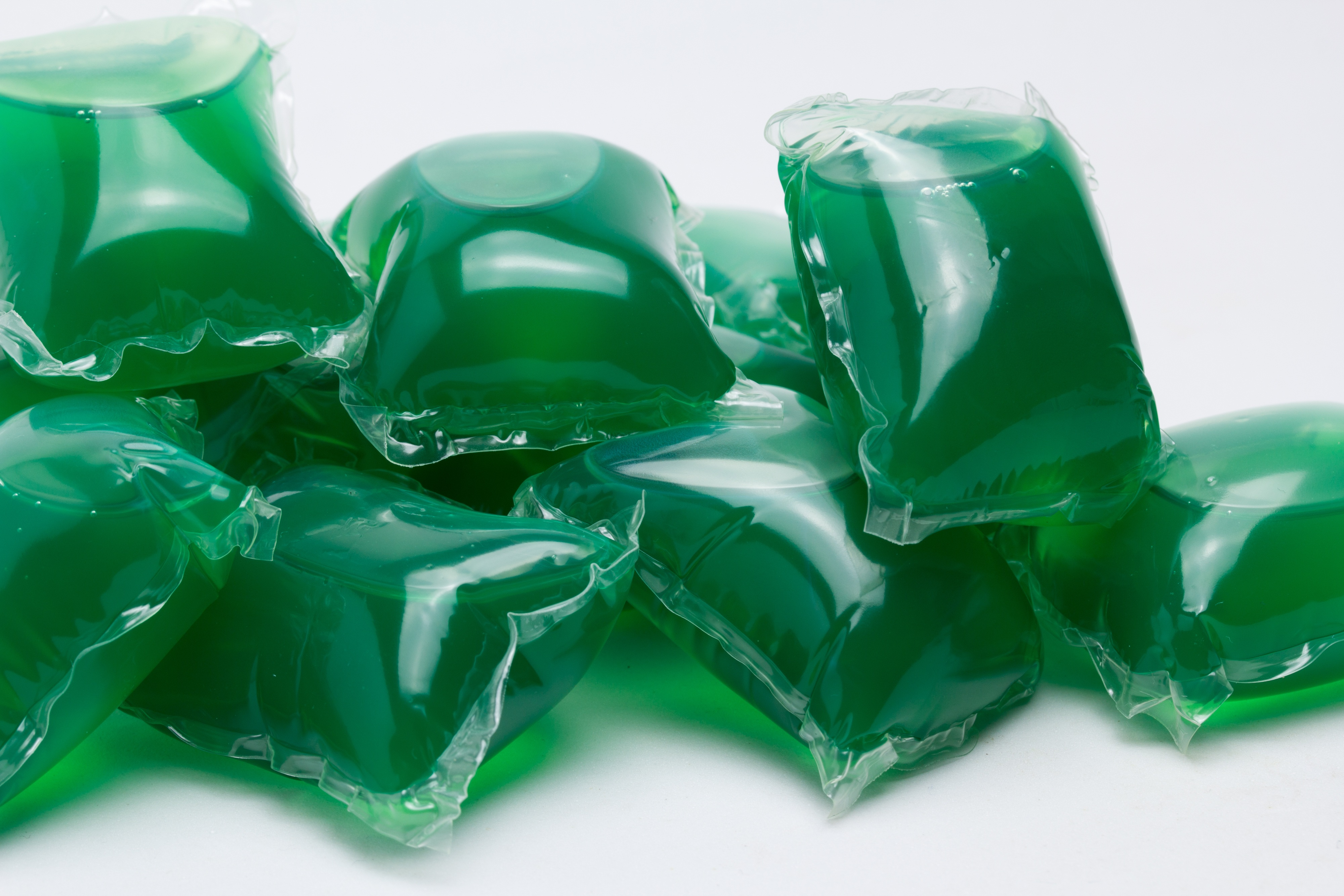
洗衣膠囊

洗衣膠囊（或稱洗衣球） 是裝高濃縮洗衣劑、柔順劑和其他洗衣產品的水溶性小袋子。洗衣膠囊的知名品牌包含Arm & Hammer、Purex、寶瀅和汰漬。洗衣膠囊在2012年2月在宝洁以Tide Pods亮相而首次聞名。  
洗衣膠囊的化學成分跟液體洗衣劑一樣（包含alkylbenzenesulfonates）。洗衣膠囊可溶解的膠囊外衣通常是以聚乙烯醇 (PVA) 製成，或是PVA的衍生物。雖然化學成分大同小異，洗衣膠囊中可能有10%的水，而液體洗衣劑有50%的水。
MonoSol是開發洗碗和洗衣用水溶性薄膜的其中一家公司，被包含汰漬在內採用，年銷售額粗估為2億5千萬美元，佔有90%的市場。這個薄膜被設計成在冷水中溶解。
根据市场研究机构尼尔森（Nielsen NV）的數據，洗衣膠囊每年约占美國洗衣劑市场70亿美元销售额的15％。洗衣膠囊广告是通过精确测量用量，来减少洗衣粉和液体洗衣剂浪费的一种方法。对于大量衣物，大多数品牌建议使用两个洗衣膠囊，而汰漬建议最多三个洗衣膠囊。对于相同的衣物量，洗衣膠囊的成本要比液体洗衣剂高得多。  